# 용안면
용안면(龍安面)은 대한민국의 전북특별자치도 익산시에 설치된 면이다.

## 개요
용안면은 평탄한 평야지대로 미작 중심지이다. 서쪽에는 함라산맥과 무학의 명산이 있으며, 금강 유역을 따라 비닐원예단지가 많으며, 충효의 고장으로 삼세오충렬사·용안향교 등이 있다.

## 법정리
- 교동리(校洞里): 행정복지센터 소재지
- 난포리(蘭浦里)
- 덕용리(德龍里)
- 동지산리(冬之山里)
- 법성리(法聖里)
- 석동리(石洞里)
- 송산리(松山里)
- 용두리(龍頭里)
- 중신리(中新里)
- 창리(昌里)
- 칠목리(七牧里)

## 교육
- 용안초등학교 (교동리)
- 용북초등학교 (법성리)
- 용남초등학교 (동지산리)
- 용안중학교 (교동리)